# سقوط اصفهان
سقوط اصفهان در پی محاصره شش‌ماهه این شهر توسط افغان ها شورشی‌ای که از جنوب شرقی کشور به سوی پایتخت به‌راه افتاده بودند، رخ داد. این محاصره به رهبری محمود هوتکی بود و از مارس تا اکتبر ۱۷۲۲ میلادی ادامه یافت به سقوط پایتخت صفویان انجامید.
پس از شورش افغان‌ها و پیروزی در نبرد گلون‌آباد، سپاهیان هوتکیان به رهبری محمود هوتکی پیشروی خود را به سمت اصفهان، پایتخت ایران صفوی آغاز کردند. به فرمان شاه سلطان حسین سپاهی گردآوری شد ولی این سپاه با فرماندهی محمدقلی خان اعتمادالدوله، نتواست از پیشروی افغان ها جلوگیری کند و راه برای محاصرهٔ اصفهان باز شد.

## پیش‌زمینه
از سال‌های پایانی قرن هفدهم مشکل ناامنی شغلی در مناسب بالای حکومتی شدت گرفته بود و تلاش‌های پیشین صفویان برای ایجاد پایگاه اداری را بی‌ثمر می‌کرد، ضعف آخرین پادشاهان صفوی که تقریباً همگی در حصار حرم بزرگ شده بودند و هیچ تجربه‌ای از حضور در جامعه و آداب سیاسی نداشتند به ناتوانی بیشتر دولت منجر شد، بروز همه‌گیری بیماری سفلیس و رخنه سریع آن به دربار به رواج مصرف الکل، حشیش و سایر مواد مخدر احتمالاً به هدف تسکین دردهای ناشی از بیماری منجر شد و ناکارآمدی حکومت را تشدید کرد.
تغییرات اقلیمی و خشکسالی‌های پی در پی و کمبود مواد غذایی در دهه‌های منتهی به شورش افغان‌ها و سقوط اصفهان
شورش در حاشیه‌های امپراتوری هرگز غیرعادی نبود اما بروز همزمان چندین شورش و تهدید مستمر مسیرهای بازرگانی موضوعی تازه در اوایل قرن هجدهم میلادی بود. مهم‌ترین این شورش‌ها در قندهار رخ داد، میر ویس هوتکی رهبری شورشی را به دست گرفت که به قتل گرگین‌خان فرماندار گرجی قندهار انجامید. شورشی‌های قندهار که حمایت فقهای ضد شیعه مکه و اورنگ زیب امپراتور مغول را به دست آورده بودند، توانستند در مقابل حملات صفویان برای مطیع ساختن مجدد قندهار مقاومت کنند. با مرگ میرویس خان پسرش  شاه محمود هوتکی به قدرت رسید و با متحد کردن طوایف افغان و هزاره و بلوچ توانست به مناطق داخلی ایران و شهرهایی مثل یزد و کرمان حمله کند و در سال ۱۷۲۲ میلادی به سمت اصفهان پایتخت صفویان لشکر کشید.

## محاصره
افغانها که تعداشان کمتر از آن بود که خطر حمله به شهر را بپذیرند، به محاصرهٔ آن خشنود بودند. در داخل شهر، شاه در دست گروهی خیانتکار از سازشکاران قرار داشت. سپاهیان والی مناطق بختیاری، علیمردان‌خان فیلی، به نقطه‌ای به فاصلهٔ فقط ۶۴ کیلومتری در شمال غرب اصفهان رسیدند و درخواست کردند شاه سلطان حسین به نفع برادرش عباس کناره‌گیری کند. شاه این درخواست را رد کرد، اما پسر سومش طهماسب که همچون پدر ضعیف و نالایق بود، از میان خطوط افغانها عبور داده شد؛ لیکن طهماسب به جای الحاق نیروهایش به علیمردان خان به قزوین رفت و خود را شاه تهماسب دوم خواند و جز این نیز کار دیگری نکرد.
در پایتخت قحطی سختی حکم فرما شده بود؛ مردم گربه، سگ، موش و حتی گوشت انسان می‌خوردند؛ هزاران جسد در حال فساد خیابان‌ها را سد کرده بود. سرانجام در ۱۲ اکتبر ۱۷۲۲ /۱۲ محرم ۱۱۳۵ پس از شش ماه محاصره، شاه سلطان حسین شهر را بدون قید و شرط تسلیم محمود کرد. گفته شده که طی محاصرهٔ شهر حداقل ۸۰٬۰۰۰ تن از گرسنگی و بیماری از میان رفتند. محمود در ۲۵ اکتبر/۲۵ محرم ۱۱۳۵ یه کمک محمدخان بلوچ وارد اصفهان شد و بر تخت نشست. مدت بیش از نیم قرن بود که بنیادهای سیاسی، نظامی و اجتماعی دولت صفویه بی‌وقفه در حال فرسایش بود؛ سرنگونی آن، هنگامی که فرا رسید، که تنها به ضربهٔ مختصر نزدیک به ۲۰٬۰۰۰ افغان احتیاج داشت.